# Ла Турне, Роберт
Роберт Ла Турне (англ. Robert La Tourneaux; род. 10 августа 1940 года, Сент-Луис, Миссури, США — 3 июня 1986 года, Нью-Йорк, Нью-Йорк, США) — американский актёр, наиболее известный по роли ковбоя Текса, добродушного, но недалёкого проститута, которого наняли в качестве подарка на день рождения гею, в оригинальной офф-Бродвейской постановке «Оркестранты» и её киноверсии 1970 года.

## Биография
Роберт Эрл ЛаТурно родился 10 августа 1940 года в Сент-Луисе, штат Миссури, в семье Джеймса и Люсиль ЛаТурно. Его театральный дебют на Бродвее состоялся в 1967 году в мюзикле «Илья дорогая», одновременно он исполнял роль Майка Пауэрса в мыльной опере NBC «Доктора». В 1968 году он вошел в актёрский состав пьесы Марта Кроули «Оркестранты», премьера которой состоялась 14 апреля 1968 года в театре Four в Нью-Йорке. Для продвижения киноверсии пьесы была использована реклама с фотографиями Леонарда Фрея и Ла Турне. Ла Турне был представлен как «подарок» для персонажа Фрея, отмечающего день рождения. Многие газеты отказались публиковать эту рекламу из-за её содержания.
После выхода киноверсии карьера Ла Турне пошла на спад. Единственными его значимыми ролями в кино стали участие в фильме Роджера Кормана «Фон Рихтгофен и Браун» (1971) и независимом фильме «Паломничество». Также он сыграл небольшую роль в телевизионной версии пьесы Максима Горького «Враги» (1974).
Ла Турне появился на сцене в небольшой роли в возобновлённой бродвейской постановке пьесы Уильяма Шекспира «Венецианский купец». Он также должен был участвовать в бродвейской премьере пьесы Теннесси Уильямса «Старый квартал» (1977), но был исключен из актёрского состава до открытия спектакля.
Ла Турне, открытый гей, изначально винил себя в том, что из-за своего амплуа гея-проститутки он не мог получать стоящие роли, заявив в интервью 1973 года: «„Оркестранты“ были для меня смертным приговором». В антологии Квентина Криспа «Книга цитат» 1978 года Ла Турне сравнил свою карьеру с карьерой другого актёра-гея, сказав: «Чарльз Лоутон играл самые разные роли, но никогда не был гомосексуалом. Люди знали, что он гей, но его публичный образ [включавший жену] никогда не противоречил его личной жизни. Так что он был в безопасности. Я не был в безопасности».
Не сумев найти работу на актёрском поприще, Ла Турне начал сниматься обнаженным в мужских журналах для геев, а в 1978 году выступил обнаженным в одиночном кабаре в The Ramrod, нью-йоркском театре, где демонстрировались фильмы с гей-порнографией. В конце концов он стал проституткой.
Ла Турне также дал интервью гей-журналу, назвав своих знаменитых женатых закрытых любовников-бисексуалов, утверждая, что одним из них был актёр, удостоенный премии «Оскар» Кристофер Уокен. Он также обвинил Уокена в том, что у него был секс с другим женатым актёром, Робертом Вагнером, в ночь необъяснимой смерти актрисы Натали Вуд, которая приходилась Вагнеру женой.
В 1983 году Ла Турне был арестован за нападение после попытки вымогательства денег у клиента и заключён в тюрьму на острове Райкерс. Находясь в тюрьме, Ла Турне пытался покончить с собой.
В начале 1980-х годов у Ла Турне диагностировали синдром приобретённого иммунного дефицита. Он получил освещение в СМИ, когда пытался через суд предотвратить выселение из своей квартиры из-за того, что арендодатель возражал против проживания его сиделки. Ла Турне выиграл дело. Он скончался 3 июня 1986 года в больнице «Метрополитен». Во время болезни Ла Турне и до его смерти за ним ухаживали его партнёр по фильму «Парни в группе» Клифф Горман и его жена. Он был похоронен на кладбище Роуздейл и Роузхилл в Линдене, штат Нью-Джерси.

## Фильмография
| Год  | Название              | Роль            | Примечания                      |
| ---- | --------------------- | --------------- | ------------------------------- |
| 1951 | Любовь или жизнь      | Джимми Стэнхоуп | Телесериал                      |
| 1963 | Доктора               | Майк Пауэрс     | Телесериал                      |
| 1967 | Илья дорогая          |                 | Бродвей                         |
| 1968 | Оркестранты           | Ковбой Текс     | Бродвей                         |
| 1970 | Парни в группе        | Ковбой Текс     | Фильм                           |
| 1971 | Фон Рихтгофен и Браун | Эрнест Юдет     |                                 |
| 1972 | Паломничество         | Питер           | Фильм                           |
| 1973 | Венецианский купец    |                 | Бродвей                         |
| 1974 | Враги                 | Офицер          | Телефильм; последняя роль на ТВ |